# Niederbreidenbach
Niederbreidenbach är en kommundel i kommunen Nümbrecht i Nordrhein-Westfalen i Tyskland. Kommundelen har 102 invånare (2006). Platsen nämndes första gången 1477.

## Kända personer
- Robert Ley